# Sint-Lambertuskerk (Beersel)

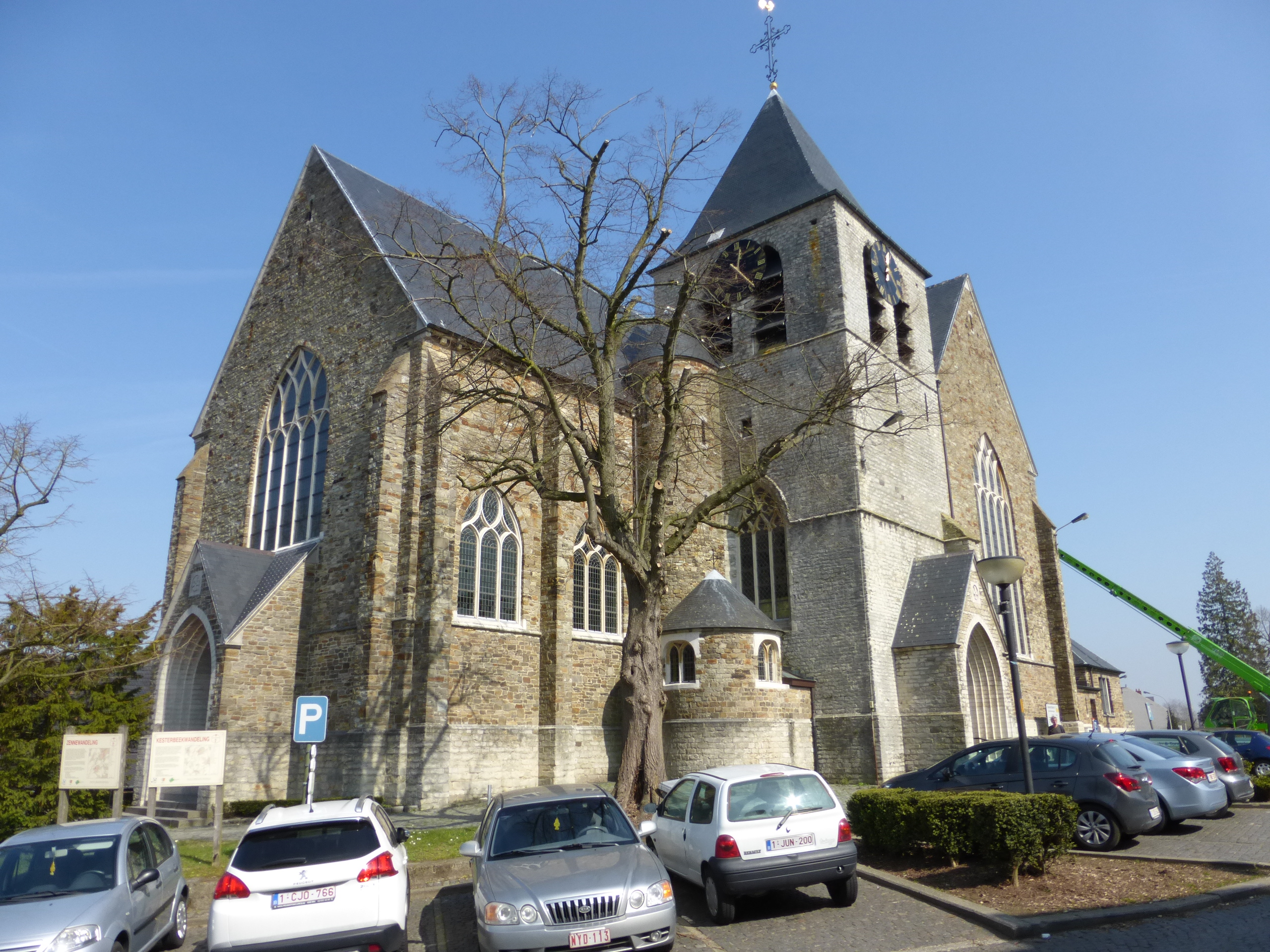
Sint-Lambertuskerk

De Sint-Lambertuskerk is de parochiekerk van de Vlaams-Brabantse plaats Beersel, gelegen aan het Herman Teirlinckplein.

## Geschiedenis
Er is niets bekend aangaande een eerste kerk, mogelijk is deze al in de 9e eeuw gesticht. In 1190 werd de kerk voor het eerst genoemd. Deze was afhankelijk van de parochie Sint-Genesius-Rode en in 1190 ging het patronaatsrecht over naar de Abdij van Vorst. Het betrof waarschijnlijk een kerk in vakwerkbouw. Deze werd vervangen door een stenen kerk die echter in 1497-1498 door de Brusselaars (tijdens hun opstand tegen Keizer Maximiliaan I) en in 1585 nogmaals, nu door de beeldenstormers, werd verwoest. In 1730 werd de kerk getroffen door blikseminslag. Nadien was er een kerk met toren en een vlak afgesloten koor. In 1913 werd een nieuwe kerk gebouwd naar ontwerp van Chrétien Veraart. Hierbij bleef de 15e-eeuwse gotische toren gespaard.
Het omringende kerkhof werd in 1903 gesloten nadat in 1899 een nieuwe begraafplaats was geopend.

## Gebouw
Het betreft een kruiskerk met vlak afgesloten koor. De 15e-eeuwse toren bevindt zich in de oksel van schip en zuidelijke transeptarm. Deze in kalkzandsteen gebouwde toren heeft drie geledingen en een tentdak. Tegen de noordzijde werden drie dwarskapellen gebouwd die samen een zijbeuk vormen. De kerk werd opgetrokken uit diverse zandsteensoorten uit de omgeving.

## Interieur
Er is een 18e-eeuws schilderij van Maria Boodschap en een portret van kardinaal de Cisneros uit de tweede helft van de 15e eeuw.
Het hoofdaltaar van 1748 is in barokstijl en de twee zijaltaren van 1751 zijn in rococostijl. Deze zijn respectievelijk gewijd aan Onze-Lieve-Vrouw en aan het Heilig hart van Jezus. Ook de communiebank van 1755 en de preekstoel van 1751 zijn in rococostijl. Verder zijn er twee 17e-eeuwse biechtstoelen in barokstijl. Het doopvont (eind 15e eeuw) bevat het wapen van de familie van Wittem.
De kerk bezit grafstenen van Hendrik II van Wittem en van Hendrik III van Wittem uit 1454 respectievelijk 1515.